# Brun träsklöpare
Brun träsklöpare (Badister peltatus) är en skalbaggsart som först beskrevs av Georg Wolfgang Franz Panzer 1796.  Brun träsklöpare ingår i släktet Badister, och familjen jordlöpare. Arten är reproducerande i Sverige.

## Bildgalleri

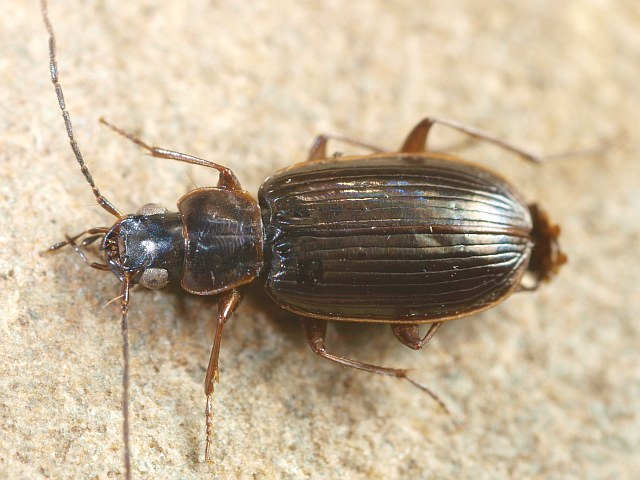
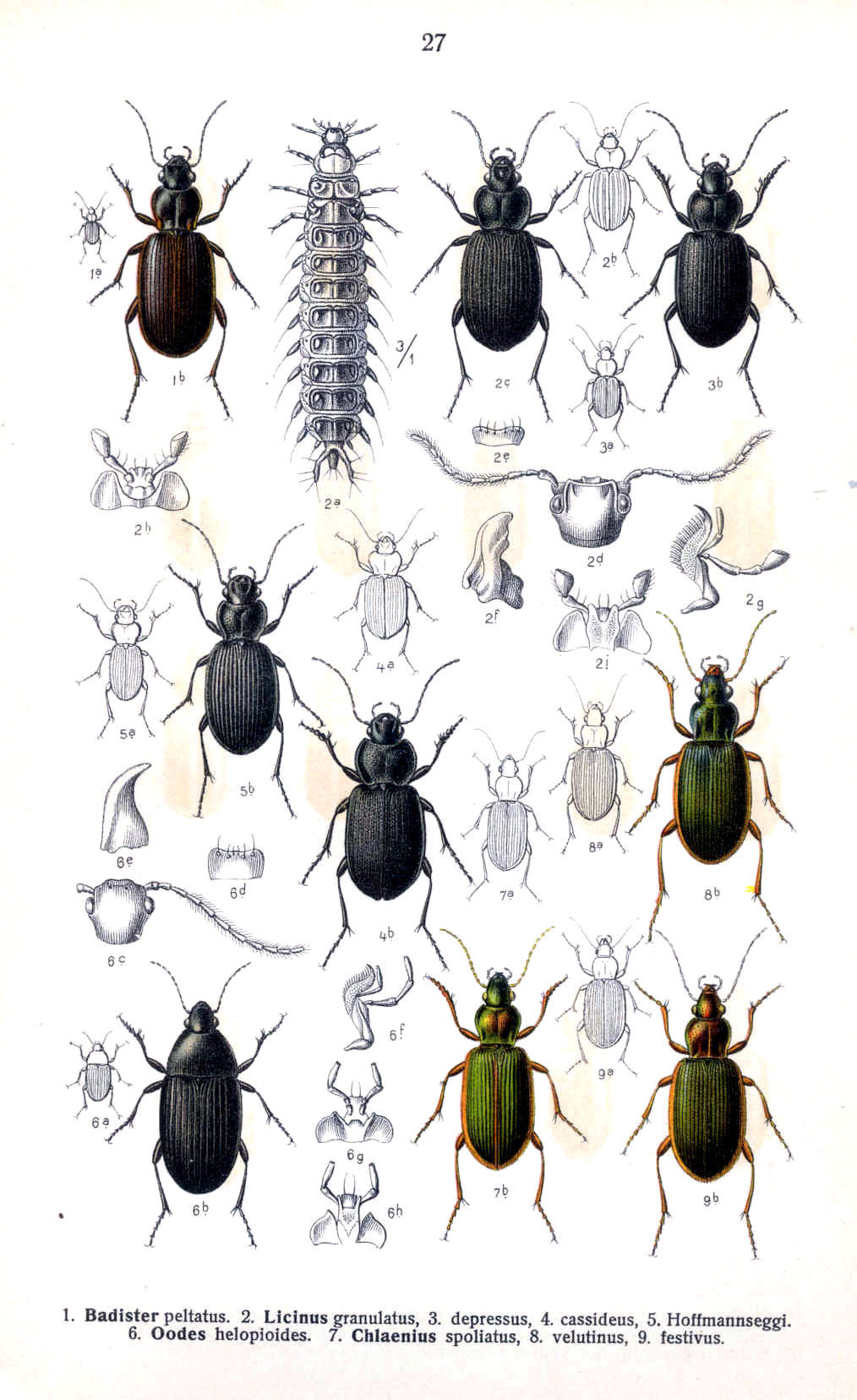